# Stenaleyrodes papillote
Stenaleyrodes papillote es un hemíptero de la familia Aleyrodidae, con una subfamilia: Aleyrodinae.
Fue descrita científicamente por primera vez por Martin & Streito en 2003.